# 혼 벨레스
혼 벨레스(스페인어: Jhon Jaider Vélez Carey, 2003년 5월 22일~)는 콜롬비아의 축구 선수로, 후니오르와 콜롬비아 연령별 대표팀에서 미드필더로 활동하고 있다.